# Nocturne (Holmès)
Pour les articles homonymes, voir  Nocturne .
Nocturne est une mélodie d'Augusta Holmès composée en 1893.

## Composition
Augusta Holmès compose Nocturne en 1893 sur un poème écrit par elle-même. L'œuvre existe en deux versions, l'une en ré  majeur, l'autre en fa majeur. La mélodie a été publiée aux Éditions Durand & Fils.